# Russell Mulcahy
Russell Mulcahy (Melbourne, 1953. június 23. –) ausztrál filmrendező. 

## Pályafutása
Karrierjét videóklipek rendezésével kezdte, nevéhez fűződik a többi között a The Buggles együttes Video Killed the Radio Star című dalának videója, amely a legelső klip volt az MTV-n 1981-ben. Készített klipet a Duran Duran-nak és Elton John-nak is.
A játékfilmes karrierjét a később kultikussá váló Hegylakó című filmmel kezdte 1986-ban. Mulcahy 1991-ben megrendezte a film második részét, de elégedetlen volt a végső változattal, amelyet a producerek a saját ízlésük szerint szabtak át, ezért szakított a franchise-zal.

## Főbb mozifilmjei
- Pokolba az élettel ( 2009)
- A kaptár 3. - Teljes pusztulás (2007)
- Úszóbajnok (2003)
- Feltámadás
- Múmia mese (1998)
- Csendes pusztító (1996)
- Az Árnyék (1994)
- A tuti balhé (1993)
- Blue Ice - Kék jég (1992)
- Hegylakó 2. - A visszatérés (1991)
- Visszakézből (1991)
- Hegylakó (1986)
- Pokolszülött (1984)

## Főbb tévéfilmjei
- Teen Wolf (2011)
- Imák Bobbyért (2009)
- A lángok martaléka (2008)
- A Skorpiókirály 2. - Harcos születik (2008)
- Az ismeretlen szorításában (2007)
- A fáraó bosszúja (2006)
- A rejtelmes sziget (2005)
- A Nascar az életem: Dale Earnhardt története (2004)
- Aki előbb meghal (2003)
- Az elveszett zászlóalj (2001)
- A fiúk a klubból (2000)
- A parton (2000) (TV-film)
- Veszélyes jövő (2000) (TV-film) rendező